# À contre-courant
Az À contre-courant (magyarul: Az áramlat ellen) a francia énekesnő, Alizée hetedik kislemeze, mely 2003. október 7-én jelent meg. A kislemezen megtalálható a J'ai pas vingt ans angol verziója, az I'm not twenty. A kislemez Maxi CD-je 2003. november 12-én vált elérhetővé, 3 remixet tartalmazva. Az À contre-courant a harmadik és egyben utolsó kislemez Alizée második stúdióalbumáról, a Mes courants électriques-ről.

## A klip
A videóklipet a Triage-Lavoir de Péronnes-ben forgatták, mely Péronnes-lez-Binche-ben, Belgiumban található. A klipet Pierre Stine rendezte, s ő ötlete volt a forgatási helyszín is. A videóban Alizée egy férfit üldöz egy elhagyatott szénmosó gyárban, mialatt a férfi akrobatikus mozdulatokat ad elő. A klipet 35mm-es filmre rögzítették, és a hossza 3:54 volt.
Alizée megjelenése itt is egyszerű: egy szürkéslila ballonkabátot visel és fekete topot illetve nadrágot. Érdekesség, hogy ez a szett (a kabátot leszámítva) már egyszer látható volt rajta, méghozzá egy TV-reklámban, melyben a Moi… Lolitát népszerűsítették.

## Kiadások és tracklisták
Francia CD Single
1. À contre-courant – 4:32
2. I'm Not Twenty – 4:15

Francia maxi CD
1. À contre-courant – 4:25
2. À contre-courant (Azzibo Da Bass Remix) – 7:15
3. À contre-courant (Steve Helstrip Club Remix) – 6:55
4. À contre-courant (Azzibo Da Bass Dub) – 6:05

Francia promóciós kislemez
1. À contre-courant (Radio Edit) - 3:47

Francia promóciós vinyl
1. À contre-courant (Azzibo Da Bass Remix) – 7:15
2. À contre-courant (Steve Helstrip Club Remix) – 6:55

Francia promóciós VHS
1. À contre-courant (Music Video) - 3:54

## Listák
| Lista(2003)                     | Legjobb helyezés |
| ------------------------------- | ---------------- |
| Belga (Flandria) kislemez lista | 60               |
| Belga (Vallónia) kislemez lista | 20               |
| Francia kislemez lista          | 22               |
| Svájci kislemez lista           | 64               |

### Minősítések
- Franciaország: ezüstlemez